# Festival čvaraka u Valjevu
Festival čvaraka u Valjevu odnosno Čvarkijada je tradicionalni gastronomski dvodnevni festival koji se u ovom gradu održava od 2006. godine, tačnije prva manifestacija odigrala se na Miholjdan 12.10.2006. godine. Idejni tvorac i organizator prvog festivala bio je mesar Slavan Batočanin u saradnji sa Kulturno prosvetnom zajednicom grada Valjeva i Udruženjem mesara. Od tada, Čvarkijada se svake godine odžava u drugoj nedelji oktobra pri obali Kolubare, sa idejom da promoviše tradicionalnu kuhinju, i podstakne ljude na očuvanje starih valjevskih recepata za izradu ove mesne prerađevine od kojih su neki stari i po dvestotine godina. 
Festival ima svoj izložbeno-prodajni deo, ali je centralni deo festivala takmičarskog karaktera, tokom kojeg se desetine mesara iz Valjeva i drugih gradova takmiče u pripremi čvaraka. Po završetku, kvalitet finalnog proizvoda ocenjuje stručni žiri koji i bira pobednika festivala.
Pored glavnog, takmičarskog programa, ceo festival prati raznovrsan kulturno umetnički i zabavni program koji uključuje koncerte tradicionalne i zabavne muzike , nastupe kulturno-umetničkih društva iz cele Srbije, kao i dečiji program. 
Svake godine se na festival prijavi preko pedeset takmičarskih ekipa, i preko dve stotine izlagača proizvoda iz Srbije, dok sam festival poseti više hiljada ljudi iz zemlje i regiona.